# Lust for Life (nummer)
Lust for Life is een nummer van de Amerikaanse zanger Iggy Pop. Het nummer verscheen op zijn gelijknamige album uit 1977. In oktober van dat jaar werd het nummer uitgebracht als de tweede single van het album.

## Achtergrond
"Lust for Life" werd geschreven door Iggy Pop en zijn goede vriend David Bowie, waarbij Bowie de muziek schreef op ukelele en Pop de tekst voor zich nam. Het nummer is vooral bekend om de angstaanjagende drumintro, gespeeld door Hunt Sales. 
Het ritme van het nummer was gebaseerd op het oproepsignaal van het American Forces Network, waar Pop en Bowie naar luisterden toen ze wachtten op een uitzending van Starsky and Hutch. De drumbeat is sindsdien vaak gebruikt in andere nummers, waaronder "Are You Gonna Be My Girl" van Jet en "Selfish Jean" van Travis. Echter is het gebruik van het ritme in "Lust for Life" ook niet origineel, aangezien het zelf is afgeleid uit "You Can't Hurry Love" van The Supremes en "I'm Ready for Love" van Martha & The Vandellas.
Het nummer was aanvankelijk enkel populair in Nederland en België, waar het respectievelijk de derde en zesde plaats in de hitlijsten behaalde. Een reden voor dit succes zou het optreden van Pop in de show Toppop kunnen zijn, waarin hij met ontbloot bovenlichaam over de vloer beweegt en delen van het decor sloopt. Het programma wist echter van tevoren dat Pop dit zou doen en de schade was minimaal. In 2004 zette het tijdschrift Rolling Stone het nummer op de 149e plaats in hun lijst The 500 Greatest Songs of All Time.
In de tekst van het nummer zitten een aantal verwijzingen naar de experimentele roman The Ticket That Exploded van William S. Burroughs II, waarvan "Johnny Yen" en "hypnotizing chickens" de bekendste zijn. Ray Manzarek en Danny Sugerman, keyboardspeler en manager van The Doors, vertelden dat de eerste regels van het nummer over hun overleden heroïnedealer gaan, die de bijnaam "Gypsy Johnny" had. Sugerman zei ook dat het nummer gestolen was van het nummer "Touch Me" van The Doors.
In 1996 herkreeg het nummer populariteit nadat het werd gebruikt in de opening van de film Trainspotting, waarbij een nieuwe videoclip werd opgenomen waarin beelden uit de film worden afgewisseld met Pop die het nummer met een ontbloot bovenlichaam het nummer zingt tegen een witte achtergrond. In 2017 verscheen het nummer opnieuw in het vervolg op deze film met de naam T2 Trainspotting, waarin het in een remix van The Prodigy te horen is. Daarnaast is het nummer gebruikt in de films Desperately Seeking Susan en, in een aangepaste versie, Rugrats Go Wild. Tevens komt het voor in een aflevering van de televisieserie The Simpsons, in een reclamespot van het bedrijf Royal Caribbean International en in de videospellen Guitar Hero 5, Guitar Hero Live en Rock Band 4. Het nummer is gecoverd door onder anderen Manic Street Preachers, Mötley Crüe, Tom Jones in samenwerking met The Pretenders, Bruce Willis en Johnny Marr in samenwerking met Noel Gallagher. Pop heeft gezegd dat hij geen enkele problemen heeft met het hergebruik van zijn nummer, aangezien het ten tijde van de oorspronkelijke uitgave nauwelijks gedraaid werd op de radio.

## Hitnoteringen

### Nederlandse Top 40
| Hitnotering: 12-11-1977 t/m 04-02-1978 | Hitnotering: 12-11-1977 t/m 04-02-1978 | Hitnotering: 12-11-1977 t/m 04-02-1978 | Hitnotering: 12-11-1977 t/m 04-02-1978 | Hitnotering: 12-11-1977 t/m 04-02-1978 | Hitnotering: 12-11-1977 t/m 04-02-1978 | Hitnotering: 12-11-1977 t/m 04-02-1978 | Hitnotering: 12-11-1977 t/m 04-02-1978 | Hitnotering: 12-11-1977 t/m 04-02-1978 | Hitnotering: 12-11-1977 t/m 04-02-1978 | Hitnotering: 12-11-1977 t/m 04-02-1978 | Hitnotering: 12-11-1977 t/m 04-02-1978 | Hitnotering: 12-11-1977 t/m 04-02-1978 | Hitnotering: 12-11-1977 t/m 04-02-1978 | Hitnotering: 12-11-1977 t/m 04-02-1978 |
| Week                                   | 1                                      | 2                                      | 3                                      | 4                                      | 5                                      | 6                                      | 7                                      | 8                                      | 9                                      | 10                                     | 11                                     | 12                                     | 13                                     |                                        |
| -------------------------------------- | -------------------------------------- | -------------------------------------- | -------------------------------------- | -------------------------------------- | -------------------------------------- | -------------------------------------- | -------------------------------------- | -------------------------------------- | -------------------------------------- | -------------------------------------- | -------------------------------------- | -------------------------------------- | -------------------------------------- | -------------------------------------- |
| Nummer                                 | 30                                     | 17                                     | 12                                     | 6                                      | 6                                      | 5                                      | 4                                      | 3                                      | 3                                      | 7                                      | 17                                     | 24                                     | 36                                     | uit                                    |

### Nationale Hitparade
| Hitnotering: 12-11-1977 t/m 04-02-1978 | Hitnotering: 12-11-1977 t/m 04-02-1978 | Hitnotering: 12-11-1977 t/m 04-02-1978 | Hitnotering: 12-11-1977 t/m 04-02-1978 | Hitnotering: 12-11-1977 t/m 04-02-1978 | Hitnotering: 12-11-1977 t/m 04-02-1978 | Hitnotering: 12-11-1977 t/m 04-02-1978 | Hitnotering: 12-11-1977 t/m 04-02-1978 | Hitnotering: 12-11-1977 t/m 04-02-1978 | Hitnotering: 12-11-1977 t/m 04-02-1978 | Hitnotering: 12-11-1977 t/m 04-02-1978 | Hitnotering: 12-11-1977 t/m 04-02-1978 | Hitnotering: 12-11-1977 t/m 04-02-1978 | Hitnotering: 12-11-1977 t/m 04-02-1978 | Hitnotering: 12-11-1977 t/m 04-02-1978 |
| Week                                   | 1                                      | 2                                      | 3                                      | 4                                      | 5                                      | 6                                      | 7                                      | 8                                      | 9                                      | 10                                     | 11                                     | 12                                     | 13                                     |                                        |
| -------------------------------------- | -------------------------------------- | -------------------------------------- | -------------------------------------- | -------------------------------------- | -------------------------------------- | -------------------------------------- | -------------------------------------- | -------------------------------------- | -------------------------------------- | -------------------------------------- | -------------------------------------- | -------------------------------------- | -------------------------------------- | -------------------------------------- |
| Positie                                | 30                                     | 27                                     | 12                                     | 6                                      | 6                                      | 5                                      | 4                                      | 4                                      | 5                                      | 4                                      | 10                                     | 18                                     | 30                                     | uit                                    |

### NPO Radio 2 Top 2000
| Nummer met noteringen in de NPO Radio 2 Top 2000 | '99 | '00 | '01 | '02 | '03 | '04 | '05 | '06 | '07 | '08 | '09 | '10 | '11 | '12 | '13 | '14 | '15 | '16 | '17 | '18 | '19 | '20 | '21 | '22  | '23  | '24  |
| ------------------------------------------------ | --- | --- | --- | --- | --- | --- | --- | --- | --- | --- | --- | --- | --- | --- | --- | --- | --- | --- | --- | --- | --- | --- | --- | ---- | ---- | ---- |
| Lust for Life                                    | 249 | 318 | 461 | 411 | 524 | 380 | 552 | 547 | 680 | 527 | 471 | 445 | 467 | 521 | 495 | 543 | 777 | 505 | 541 | 827 | 462 | 691 | 832 | 1034 | 1064 | 1163 |

1. ↑  Een vetgedrukt getal geeft de hoogste notering aan.